# YKZ
YKZ（ワイ・ケー・ズィー）は、日本のミクスチャー・ロックバンド。1996年結成。旧名・ヤクザキック。

## メンバー
- 小川達三（VOCAL）

活動休止後は、スラッジコアバンドCHAOS MONGERSのメンバーとして活動。
- 田中秀基（BASS）

BACK DROP BOMBのギタリスト・田中仁の実兄
活動休止後は、秋満、金子ノブアキ、井手大介とDADASを結成。音楽プロデューサー・ディレクターとしても活動している。
- 秋満謙章（GUITAR）

活動休止後は、田中、金子ノブアキ、井手大介とDADASを結成。

### 旧メンバー
- 青田拓（GUITAR）
- 渡辺雄一郎（DRUMS）

## 概要
アグレッシヴなスラップ、鋭角的なギター、ファンキーなドラムスに、ハイピッチのラップが乗るという、ミクスチャー・ロックの本道的な音楽性を持つ。
恵比寿のクラブ「みるく」などで不定期にライヴ活動を始めるが、青田がほどなく脱退。インディーズで2枚の作品「EMPIRE OF THE SUN」、「SONIC TEMPLE」をリリースした後、ソニー・ミュージックエンタテインメントと契約。ニューヨークのヒップホップグループThe Beatnutsと共演した「REIGN OF THE TEC 2000」でメジャー・デビュー。この頃、渡辺が脱退し、ギタリストにサポートメンバーであった秋満謙章を迎える。
1999年12月にインディーズ2ndアルバムをリリースする際、グループ名を「ヤクザキック」から「YKZ」に変更する。
メジャーの1st.アルバム「THE FIRE THAT BURNS WITHIN」、2nd「ROCK TO THE BEATS」、MINI ALBUM「EXPECT THE UNEXPECTED」など数枚の作品でアイスランドのグループQUARASHI、BUDDHA BRANDのDEV LARGE、NIPPS、餓鬼レンジャーらとのコラボレーションも発表。
フジロックフェスティバル、SUMMER SONICなど夏フェスにも出演するなど活動していたが、2004年の春に活動を休止。

## ディスコグラフィ
| 形式               | 発売日         | タイトル                                          | レーベル                               |
| ------------------ | -------------- | ------------------------------------------------- | -------------------------------------- |
| シングル           | 2000年8月23日  | REIGN OF THE TEC 2000                             | ソニー・ミュージックエンタテインメント |
| シングル           | 2001年10月24日 | Nextreme Unknown                                  | ソニー・ミュージックエンタテインメント |
| スタジオ・アルバム | 2001年11月21日 | THE FIRE THAT BURNS WITHIN                        | ソニー・ミュージックエンタテインメント |
| シングル           | 2001年12月5日  | HARMORHYTHM                                       | ソニー・ミュージックエンタテインメント |
| シングル           | 2002年7月24日  | BLOW BACK [HOUSE OF THE RISING FUNK] / DYNA-MIC 2 | ソニー・ミュージックエンタテインメント |
| シングル           | 2002年10月23日 | RIGHT HERE                                        | ソニー・ミュージックエンタテインメント |
| シングル           | 2003年1月22日  | 御用牙 〜牙のテーマ〜 Feat. NIPPS & DEV LARGE     | ソニー・ミュージックエンタテインメント |
| スタジオ・アルバム | 2003年4月9日   | ROCK TO THE BEATS                                 | ソニー・ミュージックエンタテインメント |
| スタジオ・アルバム | 2003年11月19日 | EXPECT THE UNEXPECTED                             | ソニー・ミュージックエンタテインメント |

## タイアップ一覧
| 使用年 | 曲名                  | タイアップ                                                                  |
| ------ | --------------------- | --------------------------------------------------------------------------- |
| 2003年 | DETONATOR             | TBS系『ランク王国』4・5月度エンディングテーマ                               |
| 2003年 | R.O.D（instrumental） | パーフェクト・チョイス/フジテレビアニメ『R.O.D -THE TV-』オープニングテーマ |